# 운양초등학교 (경기)
운양초등학교는 대한민국 경기도 김포시에 있는 공립 초등학교이다.

## 학교 연혁
- 1999년 12월 21일 장기초등학교로 설립 인가
- 2000년 12월 21일 운양초등학교 교명 확정
- 2001년 1월 1일 개교
- 2001년 3월 1일 17학급(유치원 1학급) 편성
- 2001년 3월 1일 초대 장경천 교장 부임
- 2002년 2월 20일 제1회 졸업식(83명 졸업)
- 2005년 3월 1일~2007년 2월 28일 김포시교육청 지정 독서교육 시범학교 운영
- 2007년 3월 1일~2008년 2월 29일 경기도교육청지정 교원평가 선도학교 운영
- 2008년 3월 1일~2010년 2월 28일 경기도교육청지정 국어교육연구학교 운영
- 2014년 3월 1일 제6대 이전헌 교장 취임
- 2014년 3월 3일 30학급(유치원 4학급) 편성
- 2015년 2월 13일 제14회 졸업식(124명 졸업, 누계 1,872명)